# Derbe championi
Derbe championi är en insektsart som beskrevs av Frederick Arthur Godfrey Muir 1918. Derbe championi ingår i släktet Derbe och familjen Derbidae. Inga underarter finns listade i Catalogue of Life.